# Amphisbaena mensae
Amphisbaena mensae är en ödleart som beskrevs av  Castro-mello 2000. Amphisbaena mensae ingår i släktet Amphisbaena och familjen Amphisbaenidae. Inga underarter finns listade i Catalogue of Life.